# Istituto comprensivo di Aoyama
L'Istituto comprensivo di Aoyama (学校法人青山学院?, Gakkō Houjin Aoyama Gakuin) è un istituto didattico di Tokyo, in Giappone, che comprende un'università, un college femminile, una scuola superiore, una scuola media, una scuola elementare e un asilo, quasi tutti inquadrati nell'area che va da Aoyama a Shibuya. Uno dei campus dell'Università di Aoyama si trova invece a Sagamihara, nella prefettura di Kanagawa.

## Storia

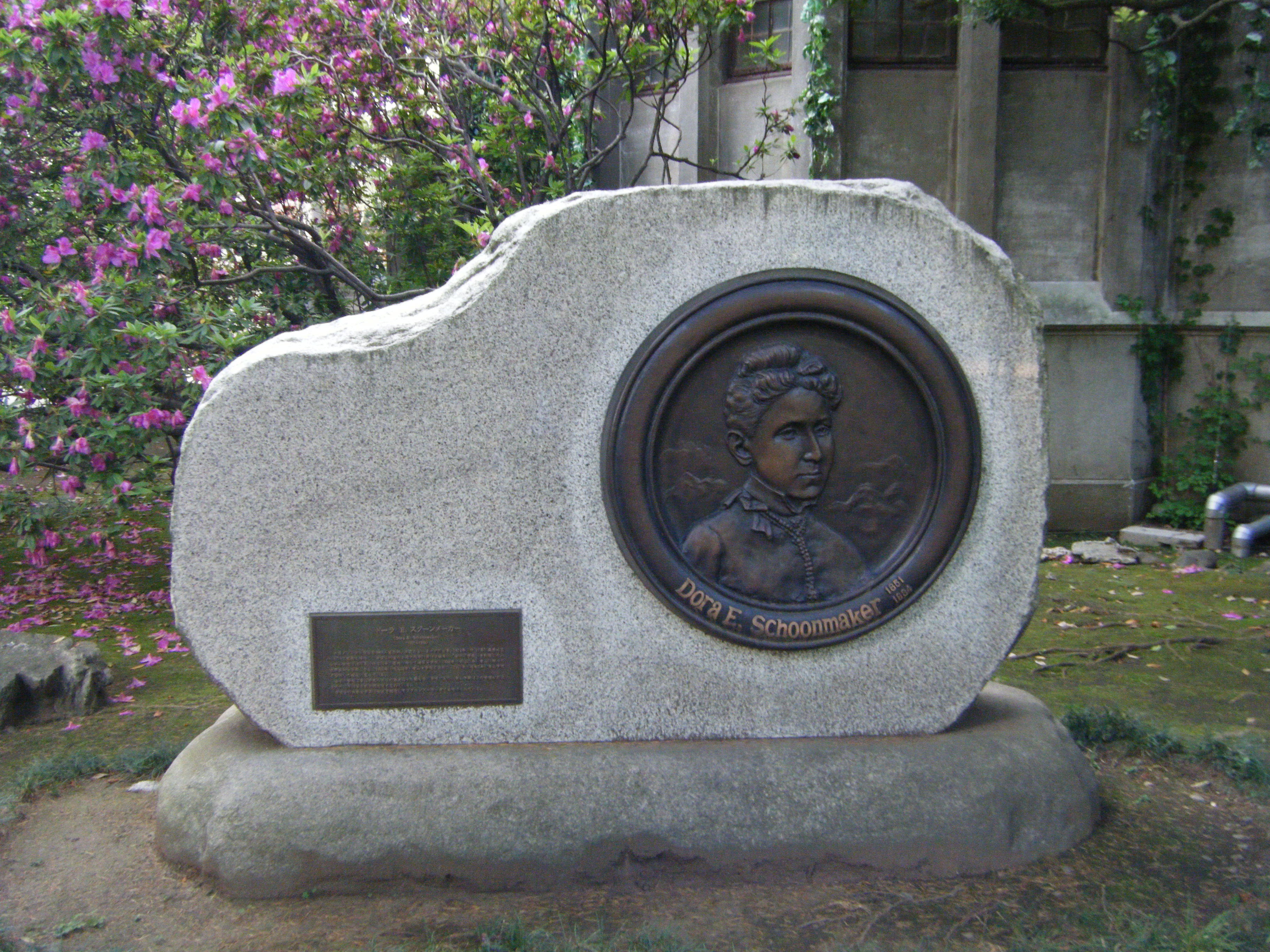
Monumento dedicato a Dora Schoonmaker all'Università di Aoyama

L'istituto fu fondato nel 1874 dalla missionaria statunitense Dora Schoonmaker, inviata in Giappone per conto della Società missionaria femminile per gli esteri della Chiesa metodista episcopale degli Stati Uniti. La Schoonmaker affittò una piccola abitazione a Tokyo istituendo una scuola elementare femminile, che oggi rappresenta uno delle tre scuole originarie dell'Istituto comprensivo di Aoyama. Negli anni successivi il reverendo Julius Soper e il missionario Robert Maclay fondarono rispettivamente la scuola maschile Kokyo Gakusha e il Seminario missionario metodista dando origine all'Istituto di Aoyama.
Nel 1883 il Seminario missionario metodista e la Scuola di inglese di Tokyo si fusero istituendo l'Istituto anglo-giapponese di Tokyo, che a sua volta si unì alla scuola elementare femminile formando un'accademia che negli anni venti del XX secolo ospitava circa 3.000 studenti distribuiti tra i vari istituti.
Nel 1949 fu istituita l'Università di Aoyama, con l'inaugurazione del campus di Yokosuka che ospitava corsi di lettere, commercio e ingegneria. Dieci anni più tardi si aggiunse la Facoltà di legge, mentre negli anni sessanta furono inaugurate la Facoltà di scienze e ingegneria e di economia a Megurisawa (Setagaya).
Negli anni ottanta venne inaugurata la Facoltà di politiche internazionali ed economia, con il conseguente trasferimento della Facoltà di scienze e ingegneria nel nuovo campus di Atsugi. Nel 2003 quest'ultimo fu chiuso insieme al campus di Setagaya, venendo sostituito da un nuovo campus a Sagamihara.
Negli anni duemila videro la luce la Facoltà degli Studi culturali, la Facoltà di informatica e la Facoltà di psicologia. Al 2013, sette facoltà su nove erano ospitate all'interno del campus di Aoyama.